# Tomocoris truncatus
Tomocoris truncatus är en insektsart som beskrevs av Woodward 1953. Tomocoris truncatus ingår i släktet Tomocoris och familjen Rhyparochromidae. Inga underarter finns listade i Catalogue of Life.